# Карлони (Кјети)
Карлони (итал. Carloni) је насеље у Италији у округу Кјети, региону Абруцо.
Према процени из 2011. у насељу је живело 71 становника. Насеље се налази на надморској висини од 319 м.